# Relation réflexive
Pour les articles homonymes, voir Réflexivité.

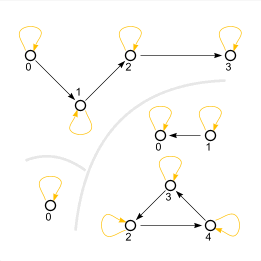
Schéma d'une relation réflexive.

En mathématiques, une relation binaire peut avoir, entre autres propriétés, la réflexivité ou bien l'antiréflexivité (ou irréflexivité).
Une relation {\displaystyle {\mathcal {R}}} sur un ensemble {\displaystyle E} est dite :
- réflexive si tout élément de {\displaystyle E} est {\displaystyle {\mathcal {R}}}-relié à lui-même :

{\displaystyle \forall a\in E\quad a{\mathcal {R}}a} ou encore, si le graphe de {\displaystyle {\mathcal {R}}} contient la diagonale de {\displaystyle E} (qui est le graphe de l'égalité) ;
- antiréflexive (ou irréflexive) si aucun élément de {\displaystyle E} n'est {\displaystyle {\mathcal {R}}}-relié à lui-même :

{\displaystyle \forall a\in E\quad \lnot (a{\mathcal {R}}a)} ou encore, si son graphe est disjoint de la diagonale de {\displaystyle E}.
La réflexivité et l'antiréflexivité sont deux propriétés incompatibles ({\displaystyle {\mathcal {R}}} n'est jamais à la fois réflexive et antiréflexive, sauf si {\displaystyle E} est l'ensemble vide) mais ne sont pas la négation l'une de l'autre ({\displaystyle {\mathcal {R}}} peut n'être ni réflexive, ni antiréflexive).

## Exemples et contrexemples
Les relations d'équivalence et les préordres (en particulier les relations d'ordre) sont réflexives ; les relations d'ordre strict sont antiréflexives (suivre les liens pour des exemples de tous ces types de relations).
La relation « n'est pas égal à » (≠) est antiréflexive.
Dans un ensemble de personnes, la relation « est enfant de » est antiréflexive : personne n'est son propre enfant.
Une relation sur un ensemble d'au moins deux éléments peut n'être ni réflexive, ni irréflexive : il suffit qu'au moins un élément soit en relation avec lui-même et un autre non :
- sur l'ensemble des entiers naturels, la relation « est premier avec » n'est ni réflexive (en général, un entier n'est pas premier avec lui-même), ni antiréflexive (l'entier 1 est l'exception) ;
- sur l'ensemble des entiers relatifs, la relation « est l'opposé de » n'est ni réflexive (en général, un nombre n'est pas son propre opposé), ni antiréflexive (l'entier 0 est l'exception).

## Clôture réflexive
La clôture réflexive d'une relation {\displaystyle {\mathcal {R}}} sur {\displaystyle E} est la relation sur {\displaystyle E}, notée ici {\displaystyle {\mathcal {R}}}refl, dont le graphe est l'union de celui de {\displaystyle {\mathcal {R}}} et de la diagonale de {\displaystyle E} :
{\displaystyle \forall x,y\in E\quad x{\mathcal {R}}^{\rm {refl}}y\Leftrightarrow (x{\mathcal {R}}y\lor x=y).}
C'est la plus petite (au sens de l'inclusion des graphes) relation réflexive contenant {\displaystyle {\mathcal {R}}}.
Par exemple, toute relation d'ordre ≤ est la clôture réflexive de l'ordre strict < associé.